# Swetlana Anatoljewna Grankowskaja
Swetlana Anatoljewna Grankowskaja (russisch Светлана Анатольевна Гранковская; * 22. Februar 1976 in Charkiw, Ukrainische SSR) ist eine russische Bahnradsportlerin und vierfache Weltmeisterin.
Swetlana Grankowskaja wurde bei den UCI-Bahn-Weltmeisterschaften 2001 in Antwerpen erstmals Weltmeisterin im Sprint. Zwei Jahre später, bei den Titelkämpfen in Stuttgart, errang sie gleich zwei erste Plätze, im Sprint und im Keirin. 2004 wurde sie nochmals Weltmeisterin im Sprint.
Zweimal – 2004 und 2008 – startete Grankowskaja bei Olympischen Spielen. 2004 in Athen belegte sie den vierten Platz im Sprint, vier Jahre später in Peking wurde sie jeweils Neunte im Sprint und im 500-Meter-Zeitfahren. 